# Зона обитаемости

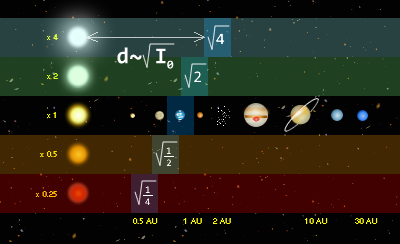
Пример системы нахождения обитаемой зоны в зависимости от типа звёзд

Обита́емая зо́на, зо́на обита́емости, зо́на жи́зни (англ. habitable zone, HZ), также зо́на Златовла́ски (Goldilocks Zone) — в астрономии условная область, определённая из расчёта, что условия на поверхности находящихся в ней планет будут близки к условиям на Земле и будут обеспечивать существование воды в жидкой фазе. Соответственно, такие планеты (или их спутники) будут благоприятны для возникновения жизни, похожей на земную. Вероятность возникновения жизни наиболее велика в обитаемой зоне в окрестностях звезды (circumstellar habitable zone, CHZ), находящейся при этом в обитаемой зоне галактики (galactic habitable zone, GHZ).
Нахождение планеты в обитаемой зоне и её благоприятность для жизни не обязательно связаны: первая характеристика описывает условия в планетной системе в целом, а вторая — непосредственно на поверхности небесного тела.
…села в креслище большого-здоровенного медведища, но оно показалось ей чересчур жёстким. Она пересела в кресло среднего медведя, но оно показалось ей чересчур мягким. Наконец плюхнулась в креслице маленького-малюсенького крошки медвежонка, и оно показалось ей не жёстким, не мягким, а в самый раз.
В англоязычной литературе обитаемую зону также называют зоной Златовласки (англ. Goldilocks Zone), что представляет собой отсылку к английской сказке Goldilocks and the Three Bears, на русском языке известной под названием «Три медведя». В сказке Златовласка пытается воспользоваться несколькими наборами из трёх однородных предметов, в каждом из которых один из предметов оказывается по какому-либо параметру избыточным (большим, твёрдым, горячим и т. п.), другой — недостаточным (маленьким, мягким, холодным…), а третий, промежуточный между ними, предмет приходится «в самый раз», золотой серединой. Аналогично, для того, чтобы оказаться в обитаемой зоне, планета не должна находиться ни слишком далеко от звезды, ни слишком близко к ней.

## Обитаемая зона звезды
Границы обитаемой зоны установлены исходя из требования наличия на находящихся в ней планетах воды в жидком состоянии, поскольку она является необходимым растворителем во многих биохимических реакциях.
За внешней границей обитаемой зоны планета не получает достаточно радиации центрального светила, чтобы компенсировать потери на излучение, и её температура опустится ниже точки замерзания воды. Планета, расположенная ближе к светилу, чем внутренняя граница обитаемой зоны, будет чрезмерно нагреваться его излучением, в результате чего вода испарится.
Расстояние от звезды, где это явление возможно, вычисляется по размеру и светимости звезды. Центр обитаемой зоны для конкретной звезды описывается уравнением:
{\displaystyle d_{AU}={\sqrt {L_{star}/L_{sun}}}}, где:
{\displaystyle d_{AU}} — средний радиус обитаемой зоны в астрономических единицах,
{\displaystyle L_{star}} — болометрический показатель (светимость) звезды,
{\displaystyle L_{sun}} — болометрический показатель (светимость) Солнца.

### Обитаемая зона в Солнечной системе
Существуют разные оценки того, где простирается обитаемая зона в Солнечной системе:
| Внутренняя граница, а. e. | Внешняя граница, а. е. | Источник                              | Примечания |
| ------------------------- | ---------------------- | ------------------------------------- | --- |
| 0,725                     | 1,24                   | Dole 1964                             | Оценка в предположении оптически прозрачной атмосферы и фиксированного альбедо.                                                                   |
| 0,95                      | 1,01                   | Hart et al. 1978, 1979                | Звёзды K0 и дальше не могут иметь обитаемой зоны                                                                                                  |
| 0,95                      | 3,0                    | Fogg 1992                             | Оценка с использованием углеродных циклов |
| 0,95                      | 1,37                   | Kasting et al. 1993                   | |
| —                         | 1 — 2 % дальше…        | Budyko 1969, Sellers 1969, North 1975 | …приводит к глобальному оледенению. |
| 0.93 — 0.96               | —                      | Rasool & DeBergh 1970                 | …и океаны не сконденсируются. (по результатам НАСА на 1967 год, без учёта изменения напряжённости магнитного поля)                                |
| —                         | —                      | Schneider and Thompson 1980           | Критика Hart. |
| —                         | —                      | Kasting 1991                          | |
| —                         | —                      | Kasting 1988                          | Водяные облака могут сузить обитаемую зону, поскольку они повышают альбедо, и тем самым противодействуют парниковому эффекту.                     |
| —                         | —                      | Ramanathan and Collins 1991           | Парниковый эффект для инфракрасного излучения имеет более сильное влияние, чем повышенное из-за облаков альбедо, и Венера должна была быть сухой. |
| —                         | —                      | Lovelock 1991                         | |
| —                         | —                      | Whitemire et al. 1991                 | |

## Галактическая обитаемая зона
Соображения насчёт того, что местоположение планетной системы, находящейся в пределах галактики, должно оказывать влияние на возможность развития жизни, привело к концепции т. н. «галактической обитаемой зоны» (англ. GHZ, galactic habitable zone). Концепцию развил в 1995 году Гиллермо Гонсалес, несмотря на её оспаривание.
Галактическая обитаемая зона представляет собой, по имеющимся на данный момент представлениям, кольцеобразный регион, расположенный в плоскости галактического диска. По оценкам, в Млечном Пути обитаемая зона расположена в регионе от 7 до 9 кпк от центра галактики, расширяющемся со временем и содержащем звёзды возрастом от 4 до 8 миллиардов лет. Из этих звёзд 75 % старше Солнца.
В 2008 году группа учёных опубликовала проведённое обширное компьютерное моделирование, в соответствии с которым, по крайней мере в галактиках, подобных Млечному Пути, звёзды, подобные Солнцу, могут мигрировать на большие расстояния. Это противоречит концепции, что некоторые зоны галактики более пригодны для образования жизни, чем другие.

## Поиск планет в обитаемой зоне
Планеты в обитаемых зонах крайне интересны для учёных, которые ищут как внеземную жизнь, так и будущие дома для человечества.
Уравнение Дрейка, которое пытается определить вероятность внеземной разумной жизни, включает переменную (ne) в качестве числа жизнепригодных планет в звёздных системах с планетами. Нахождение экзопланет Златовласки помогает уточнить значения для этой переменной. Крайне низкие значения могут подтвердить гипотезу уникальной Земли, которая утверждает, что к зарождению жизни на Земле привела серия крайне маловероятных случаев и событий. Высокие значения могут усилить принцип заурядности Коперника в положении: большое количество планет Златовласки означает, что Земля не уникальна.
Поиск одинаковых по размеру с Землёй планет в обитаемых зонах звёзд — ключевая часть миссии «Кеплер», которая использует космический телескоп (запущен 7 марта 2009 года, UTC) для обследования и сбора характеристик планет в обитаемых зонах. На апрель 2011 года было обнаружено 1235 возможных планет, из которых 54 расположены в обитаемых зонах.
Первая подтверждённая экзопланета в обитаемой зоне — Kepler-22 b — была обнаружена в 2011 году. На 3 февраля 2012 года известно четыре достоверно подтверждённых планеты, находящихся в обитаемых зонах своих звёзд.
23 июля 2015 года в созвездии Лебедя была обнаружена экзопланета Kepler-452 b. Её диаметр всего на 60 % больше диаметра Земли, что делает её более похожей на нашу планету по сравнению с ранее обнаруженными. Период обращения планеты вокруг звезды составляет 385 суток, что так же крайне близко к периоду обращения Земли вокруг Солнца.
22 февраля 2017 года НАСА заявило, что обнаружило сразу семь экзопланет около ультрахолодного звезды-карлика TRAPPIST-1, три из которых имеют размеры, сравнимые с Землёй, и находятся в «обитаемой зоне» с возможностью наличия жидкой воды.
После уточнения космическим телескопом Gaia данных о расстоянии до 130 млн звёзд и их светимости, из 30 землеподобных и потенциально обитаемых экзопланет, найденных телескопом Kepler, статус земплеподобных миров, находящихся в зоне обитаемости, в 2018 году сохранили 12 планет (по оптимистичным оценкам) или 2 планеты (по самым пессимистичным оценкам).
TOI-700 d — первая обнаруженная экзопланета земной группы, находящаяся в обитаемой зоне своей звезды. Открыта транзитным методом телескопом TESS.

## Критика
Концепция обитаемой зоны критикуется Яном Стюартом и Джеком Коэном в книге «Evolving the Alien». Два основных возражения заключаются в том, что, с одной стороны, предполагается, что внеземная жизнь имеет те же требования к условиям окружающей среды, что и земная (т. н. «углеродный шовинизм»), а с другой — упускается из виду то обстоятельство, что близость к светилу — не единственный возможный способ создания достаточной температуры на планете. В частности, спутник Юпитера Европа, как полагают, имеет мощный водный достаточно разогретый подземный океан, глубины которого весьма напоминают глубины земных океанов. Существование на Земле экстремофилов, таких как тихоходки, делает существование жизни на Европе вполне возможным, несмотря на то, что Европа находится вне расчётной обитаемой зоны. На спутнике Сатурна Титане жизнь может иметь не кислородно-водородную (водную), а скорее метановую основу. По мнению астронома Карла Сагана, неводная жизнь также возможна и на газовых гигантах наподобие Юпитера.
Разные величины вулканической активности, приливных эффектов, массы планеты и даже радиоактивного распада могут повлиять на уровни тепла и излучения на планете и ухудшать условия для жизни на планетах обитаемой зоны. Жизнь, подобная земной, возможно, могла бы адаптироваться к условиям Европы, но вряд ли могла бы там возникнуть ввиду жесточайшей радиации, которой подвергается Европа от мощного магнитного поля Юпитера. И возможно, что на небесном теле, которое со временем вышло за пределы обитаемой зоны (например, на тех же газовых гигантах и Титане или другом спутнике Сатурна Энцеладе), жизнь более вероятна, чем на том, которое по расчётам входит в неё.